# Notre-Dame International High School

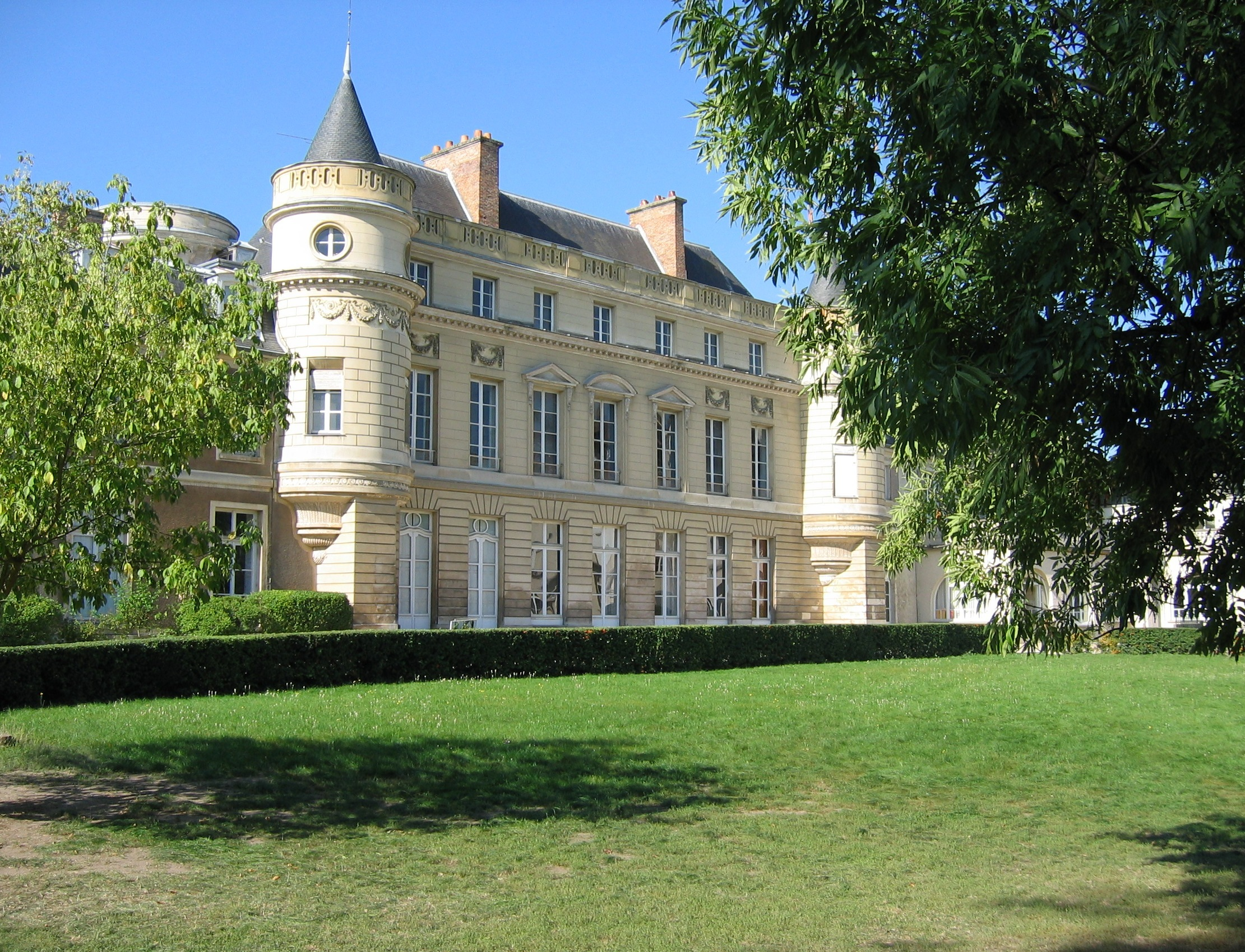
Notre-Dame International High School.

Notre-Dame International High School (NDIHS), se ubica en Verneuil-sur-Seine, en el colegio Notre-Dame Les Oiseaux, un  colegio con una larga historia en la educación en Francia. Los estudiantes internacionales atienden la sección internacional de este colegio parisino. 
Notre-Dame International High School es un colegio internacional privado americano en París (con clases de grado americano 9 a 12), administrado por el director de Notre-Dame Les Oiseaux, y que ofrece la oportunidad de fortalecer los conocimientos de los alumnos en inglés y de aprender el francés y sumergirse en la cultura francesa, mientras se asiste a un colegio con un currículo completamente americano y en inglés. Notre-Dame International High School pertenece a la red Nacel International School System (NISS), una red de escuelas americanas en varios países como la Saint Paul Preparatory School en Minnesota, en los EE. UU., y Saint Paul American School en Pekín, China. Los estudiantes vienen de todo el mundo (40 nacionalidades).

## Ubicación
Notre-Dame International High School es una escuela privada bilingüe localizada en la ciudad residencial de Verneuil-sur-Seine, en el oeste de París, 35 minutos de distancia de París por el tren (38 kilómetros).

## Historia
La escuela se estableció en el colegio de Notre-Dame Les Oiseaux, una escuela francesa creada hace 80 años. Esta escuela francesa se estableció en el Castillo de Verneuil en 1929. A principios del siglo XXI hay una comunidad de aproximadamente 3000 alumnos, la mayor parte de ellos franceses.
El Castillo de Verneuil, donde se ubica la escuela, tiene una larga historia que se remonta al siglo XVI, cuando fue ocupado por las familias francesas de nobleza hasta la Revolución Francesa. El  castillo  fue abandonado en los años después de la Revolución Francesa, pero fue reclamado por su legítimo heredero: el hijo de Hervé de Tocqueville en 1802. Alexis de Tocqueville el famoso político, pensador e historiador vivió su adolescencia en el castillo. 
El castillo también recibió al gran escritor francés,  François-René de Chateaubriand, mientras bajo la propiedad por la familia Tocqueville.
En 1817 la propiedad fue vendida y tenía varios propietarios hasta 1929, cuando el Castillo fue comprado por la Congregación de Notre Dame. La Iglesia del castillo es reconocida como un monumento histórico.

## El campus

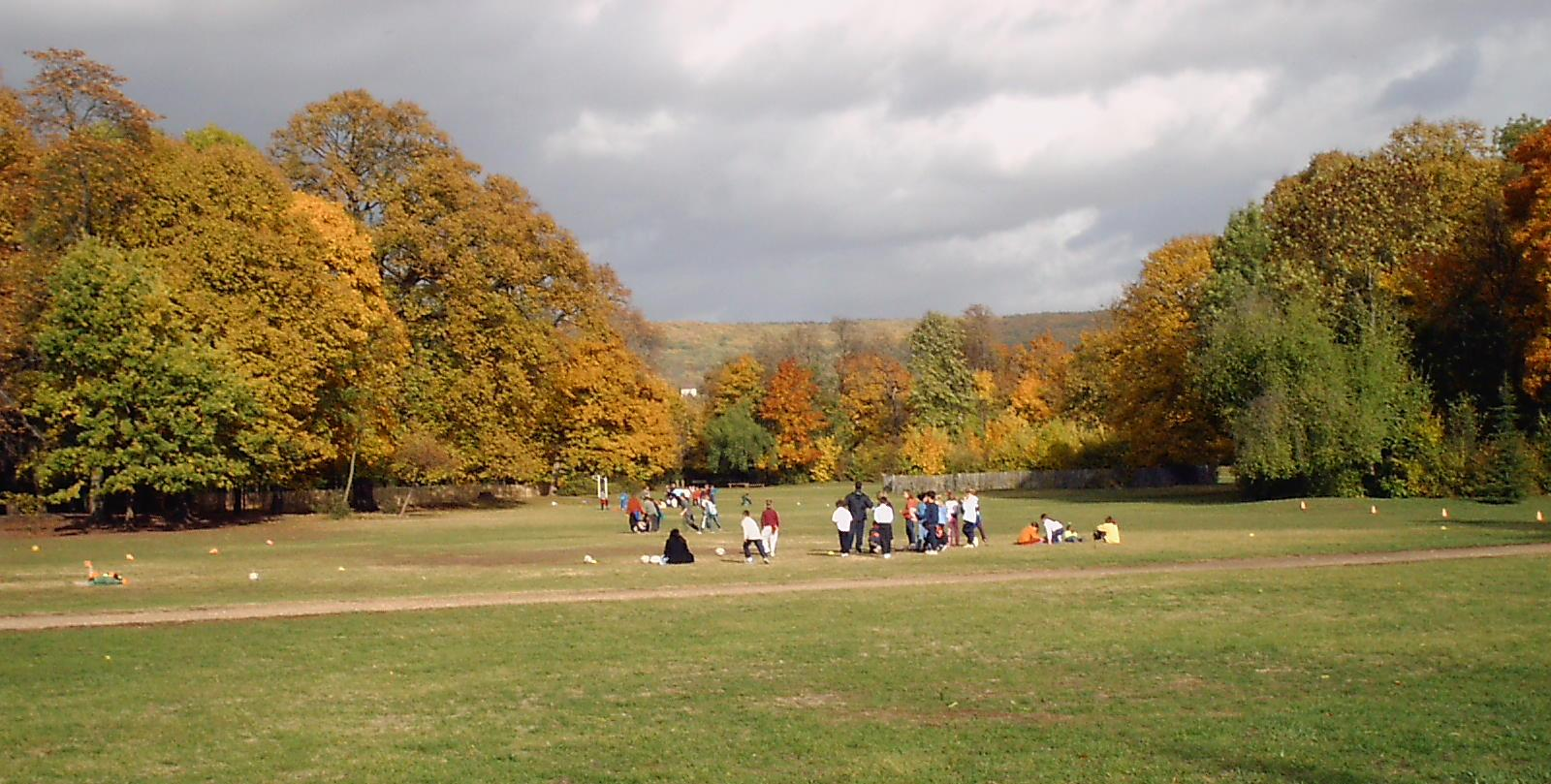
Notre-Dame International High School campus

El castillo  es localizado en el corazón de un parque histórico que cubre un área de 13 hectáreas con viejos árboles y jardines. 
Los estudiantes viven en el internado o con una familia francesa. 

## Educación
El objetivo principal del colegio internacional en París es preparar estudiantes para un éxito profesional en el mundo global.
El Nacel International School System (NISS) se basa en un currículo americano para obtener el US High School Diploma. Los estudiantes que desean un diploma deben tomar el año completo o participar en el programa dual de diploma en el que toman el currículo del país y el currículo Americano.

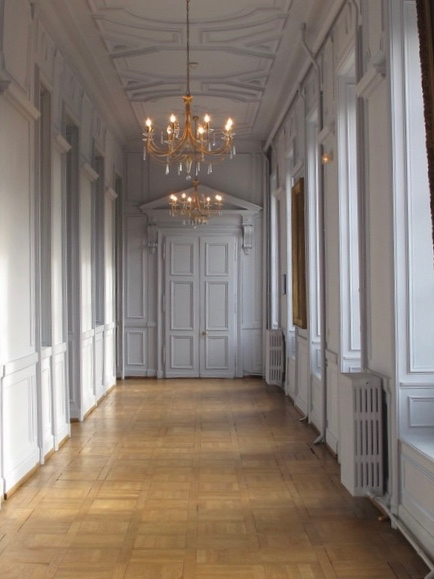
Notre-Dame International High School corridor

El currículo hace hincapié en el desarrollo de habilidades de pensamiento crítico y aprendizaje intercultural dentro un marco académico de preparación universitaria. La escuela también valora el aprendizaje individualizado. Los profesores son capaces de enfocarse en necesidades individuales y particularmente en desarrollar sus habilidades lingüísticas.
Además del plan de estudios americano enseñado por profesores americanos (ESL, Matemáticas, inglés, Estudios Sociales, Ciencia), la escuela ofrece la lengua francés y programas de cultura así como cursos de enriquecimiento enseñados por profesores franceses (la Música, el Arte y la Educación física). El objetivo es de hacer estudiantes hacerse bilingües en inglés y francés.
Esta escuela internacional en París sigue un horario estándar en el cual los estudiantes asisten a 6 lecciones al día, 5 días por semana. Durante su tiempo libre (tardes) los estudiantes tienen acceso a actividades como clubs, estudios individuales, descanso, deportes y otras.